# Кристина Санудо
Кристина Санудо (на италиански: Cristina Sanudo) е догареса на Венецианската република чрез брака си с 67–мия дож Кристофо Моро от 1462 до 1471 г.
Кристина e дъщеря на Леонардо Санудо и Барбара Мемо и се омъжва за Кристофо Моро през 1412 г. По това време тя е на около 12–годишна възраст. Донася на съпруга си голяма зестра и ценни контакти с най-заможните фамилии в текстилната индустрия на Венеция. Ражда един син, Николо, който умира млад и не оставя потомство.
През 1462 г. съпругът ѝ е избран за дож. Кристина Санудо се занимава активно с текстилната индустрия, забранява вноса на някои изделия и се опитва да защити венецианското производство. Известна е и със своята благотворителност. Любопитно е, че църквата в лицето на игумена Мауро Лапи я моли да забрани на нейните придворни от мъжки пол да носят дълга коса, тъй като по това време това се смята за несериозно и неподходящо за мъжете.